# Le Scoutisme (livre)
Le Scoutisme est une étude des méthodes et pratiques du scoutisme en Angleterre, qui est parue en 1922 éditée par l'association jésuite Action populaire qui deviendra plus tard le Centre de recherche et d'action sociales.
Dans cette étude, Jacques Sevin explore l'intégralité de la méthode scoute pour essayer d'en tirer l'essentiel pour arriver à mettre en place un Scoutisme qualitatif en France. Le livre est scindé en deux parties : la première qui décortique le scoutisme anglais et une seconde proposant des idées et développements pour le scoutisme français, qui commence à voir le jour en 1921. 
Cette étude compile donc toutes les expériences scoutes de Jacques Sevin entre 1913 et 1922, elle sera donc corrigée, enrichie et commentée tout au long de ses années notamment lors de son expérience scoute à Mouscron en 1917,. 
Le Scoutisme est à juste titre considéré comme le premier livre de pédagogie français et certains de ses passages ont été repris dans les statuts des Scouts de France de 1923.

## Résumé
L'ouvrage débute par la création du scoutisme par le militaire Robert Baden-Powell, puis il étudie les liens qui peuvent être établi entre le scoutisme (qui reste au début basé sur l'esprit colonialiste) et les enseignements de l'Église catholique. 
Ensuite, il rentre plus particulièrement dans la méthode scoute et son fonctionnement, dans chaque chapitre, il explique d'abord la théorie puis s'appuie sur des cas concrets pour expliciter la méthode. 
Les points de la méthode essentiels sont donc les suivants :
- La Loi scoute
- L'organisation d'une troupe (création, rôle du chef, le recrutement et l'organisation)
- La carrière d'un scout (progression scoute)
- Les badges (progression personnelle)
- Les patrouilles
- La nature
- Le campisme

Puis il ajoute les chapitres concernant les autres branches et comment ils se rattachent à cette pédagogie initiale pour finir par conclure cette partie par l'influence du scoutisme sur les jeunes, puis sur la société. 
Dans la seconde partie, il se concentre sur le fait d'implanter le scoutisme en France et il commence particulièrement par celle qu'il à lui même expérimenté a Mouscron en 1917, puis il propose un modèle d'école scoute (qui s'est développé sous trois formes actuellement : La Maison Française, Le village d'enfants de Riaumont et enfin l'Ecole-Hameau[réf. nécessaire]) et enfin les liens entre le scoutisme et les patronages qui sont florissants à l'époque. 

## Éditions
- Le Scoutisme, France, Action populaire, 1922, 317 p.
- Le Scoutisme, France, Spes, 1924, 317 p.
- Le Scoutisme, France, Spes, 1933, 317 p.
- Le Scoutisme, France, Les presses d'Île de France, 1999, 317 p.
- Le Scoutisme, France, Les presses d'Île de France, 2013, 317 p.